# Amphilius
Amphilius é um género de peixe-gato da família Amphiliidae.
Possuem um corpo relativamente alongado, com uma cabeça curta e larga, e três pares de barbas. Os olhos são pequenos e distantes entre si, localizando-se dorsalmente. A barbatana caudal é bifurcada . Ao contrário das espécies pertencentes ao género Paramphilius, a barbatana adiposa não é confluente com a caudal em espécimens adultos.

## Espécies
- Amphilius atesuensis Boulenger, 1904
- Amphilius baudoni Pellegrin, 1928
- Amphilius brevis Boulenger, 1902
- Amphilius cryptobullatus Skelton, 1986
- Amphilius jacksonii Boulenger, 1912
- Amphilius kakrimensis Teugels, Skelton & Lévêque, 1987
- Amphilius kivuensis Pellegrin, 1933
- Amphilius lamani Lönnberg & Rendahl, 1920
- Amphilius lampei Pietschmann, 1913
- Amphilius laticaudatus Skelton, 1984
- Amphilius lentiginosus Trewavas, 1936
- Amphilius longirostris (Boulenger, 1901)
- Amphilius maesii Boulenger, 1919
- Amphilius natalensis Boulenger, 1917
- Amphilius opisthophthalmus Boulenger, 1919
- Amphilius platychir (Günther, 1864)
- Amphilius pulcher Pellegrin, 1929
- Amphilius rheophilus Daget, 1959
- Amphilius uranoscopus (Pfeffer, 1889)
- Amphilius zairensis Skelton, 1986